# 古德瑞奇城堡
古德瑞奇城堡（Goodrich Castle）是英國英格蘭的一座諾曼中世紀城堡遺跡，位於赫里福德郡村莊古德瑞奇以北。這座城堡被威廉·华兹华斯譽為「赫里福德郡最華貴的遺跡」，並被歷史學家Adrian Pettifer認為是「赫里福德郡和英國最佳的軍事建築範例之一」。在1640年的英國內戰中，古德瑞奇城堡曾遭到攻擊。18世紀末期，古德瑞奇城堡已成為一個風景如畫的遺跡，並成為許多繪畫和詩歌的主題。20世紀後，城堡成為一個著名的旅遊景點。現在古德瑞奇城堡由英格蘭遺產所有，並對公眾開放參觀。

## 外部連結
- Goodrich Castle: visitor information English Heritage （页面存档备份，存于）
- Teacher resources: English Heritage （页面存档备份，存于）
- Goodrich Castle on Castle Wales （页面存档备份，存于）
- The Gatehouse Gazetteer （页面存档备份，存于）